# طائر عريض المنقار
بُلْصُوصِيَّات أو الطيور عريضة المنقار[بحاجة لمصدر] (الاسم العلمي: Eurylaimidae) هي فرع حيوي من طيور العصفوريات الصغيرة، إيوريلايميداي. ويوجد النوعان سميثورنيس (Smithornis) وسيودوكاليبتومينا (Pseudocalyptomena) في جنوب الصحراء الكبرى بإفريقيا؛ ويمتد الباقي من شرق الهيمالايا وحتى سومطرة وبورنيو. وربما تشمل الفصيلة أيضًا طائر اللغز كئيب اللون الذي يوجد في منطقة المدار الجديد وطيور الأسيتي التي توجد في مدغشقر.

## الوصف
تُعد العديد من الطيور عريضة المنقار طيورًا زاهية الألوان وهي تملك رؤوسًا عريضة، وعيونًا واسعة، ومنقارًا خطَّافي الشكل مُسطَّحًا وعريضًا. ويتراوح طولها ما بين 13 إلى 28 سم، وهي تعيش في الأشجار المظلية الكثيفة للغابات الرطبة، مما يسمح لهم بالاختباء على الرغم من ريشهم زاهي اللون. يتشابه ريش طيور حديثة السن مع ريش الكبار، وتختلف في كونها أكثر بُهتانًا وأقصر جناحًا، وأقصر ذيلاً في بعض الأحيان.
ي

## السلوك والبيئة
تُعد الطيور عريضة المنقار آكلةً للحشرات واللحوم بصورةٍ كبيرة. تشمل الفريسة المأخوذة: الحشرات، والعناكب، وأم أربعة وأربعين، والدودة الألفية، بالإضافة إلى السحالي والضفادع التي تعيش معظم حياتها على الأشجار. تحصل على الفريسة بالاندفاع من المجثم لاِنْتِزاعها في الهرب، وتلتقط الفريسة من الأوراق والفروع أثناء الطيران. وقد تتناول بعض الأنواع بعض الفاكهة، ولكن فقط الطيور عريضة المنقار الخضراء من جنس Calyptomena والطائر عريض المنقار الأخضر الإفريقي تُعد في المقام الأول آكلة فواكه (وهي تتناول أيضًا بعض الحشرات).
وهي عادةً اجتماعية، والعديد من الأنواع تتحرك في قِطعانٍ من حوالي 20 فردًا. ترفق الطيور عريضة المنقار أعشاشها التي تشبه المحفظة على كرمة عنب مُعلقَة، وتترك ذيلاً من الألياف مُعلقَة أسفلها. وهذا يعطي العُش مظهرًا يدل على أنه حطام عشوائي يمسك بالشجرة، وتُعزز الطيور هذا التأثير بصورةٍ أكبر بتغطية العش بالحزاز وشبكات العنكبوت. وعادةً تضع الطيور عريضة المنقار من اثنتين إلى ثلاث بيضات.

## التصنيف والنظاميات
صُنِّف طائر اللغز كئيب اللون (Sapayoa) بالأساس في مجموعة عائلة وضع البيض ذات الدم الحار والأجنحة المعدلة (Pipridae)، وفقًا لكاتبٍ واحد على الأقل، يناسب الجنس بصورةٍ أكبر فصيلة الطائر عريض المنقار. وأحيانًا تشمل الطيور عريضة المنقار الأنواع الأربعة من الطائر ممتلئ الجسم (asity)، أسرة تتوطن في مدغشقر. وقد اُقتُرِح أن المجموعة ليست متفردة.
عائلة Eurylaimidae
- الفصيلة: Sapyornithinae (ربما من الأفضل اعتبارها أسرة مميزة)[بحاجة لمصدر]
  - الجنس: طائر اللغز كئيب اللون (Sapayoa)
    - طائر اللغز كئيب اللون طائر اللغز الاستوائي كئيب اللون ذات الريش المشرق (Sapayoa aenigma)
- فصيلة: Smithornithinae - الطيور عريضة المنقار الإفريقية التقليدية
  - جنس: Smithornis
    - الطائر عريض المنقار الإفريقي، Smithornis capensis
    - الطائر عريض المنقار ذو الرأس الرمادية، Smithornis sharpei
    - الطائر عريض المنقار ذو الجانب الأصهب، Smithornis rufolateralis
- فصيلة: Pseudocalyptomeninae
  - جنس: Pseudocalyptomena
    - Grauer's Broadbill, Pseudocalyptomena graueri
- فصيلة: Calyptomeninae - الطيور عريضة المنقار الخضراء الأسيوية
  - جنس: Calyptomena
    - الطائر عريض المنقار الأخضر، Calyptomena viridis
    - الطائر عريض المنقار ذات البطن الأزرق والمهدد بالانقراض (Hose's Broadbill), Calyptomena hosei
    - الطائر عريض المنقار ذو الرأس البيضاء (Whitehead's Broadbill) Calyptomena whiteheadi
- فصيلة: Eurylaiminae - الطيور عريضة المنقار الأسيوية
  - جنس Corydon
    - الطائر عريض المنقار الداكن (Dusky Broadbill), Corydon sumatranus

  - جنس: Cymbirhynchus
    - الطائر عريض المنقار الأسود والأحمر (Black-and-red Broadbill), Cymbirhynchus macrorhynchos

  - جنس: Eurylaimus
    - الطائر عريض المنقار الجماعي (Banded Broadbill), Eurylaimus javanicus
    - الطائر عريض المنقار الأسود والأصفر (Black-and-red Broadbill), Eurylaimus ochromalus
    - الطائر عريض المنقار الضافر، Eurylaimus steerii
    - الطائر عريض المنقار الفلبيني (Visayan Broadbill), Eurylaimus samarensis

  - جنس: Psarisomus
    - الطائر عريض المنقار ذو الذيل الطويل (Long-tailed Broadbill), Psarisomus dalhousiae

  - جنس: Serilophus
    - الطائر عريض المنقار ذو الصدر الفضي (Silver-breasted Broadbill), Serilophus lunatus